# Landkreis Ostvorpommern

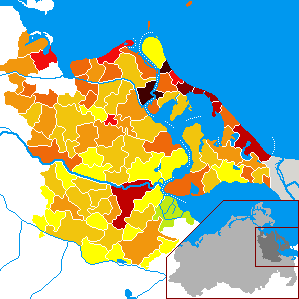
Bevolkingsdichtheid binnen het Landkreis

Landkreis Ostvorpommern is een voormalig Landkreis in de Duitse deelstaat Mecklenburg-Voor-Pommeren. Het heeft een oppervlakte van 1899 km².

## Geschiedenis
Ostvorpommern ontstond op 12 juni 1994 door de samenvoeging van de toenmalige Landkreisen Anklam, Greifswald en Wolgast.
Op 4 september 2011 is het  samen met  Uecker-Randow, de tot dan kreisfreie stad Greifswald  en delen van  Demmin opgegaan in het nieuwe Landkreis Vorpommern-Greifswald.

## Steden en gemeenten
Ostvorpommern was op het moment van opheffing bestuurlijk in de volgende steden en gemeenten onderverdeeld:
| Amtsvrije gemeenten 1. Anklam, stad 2. Heringsdorf |

Ämter met deelnemende gemeenten/steden
* = Bestuurscentrum van de Amtsverwaltung
| | | |
| - 1. Amt Am Peenestrom 1. Buddenhagen 2. Buggenhagen 3. Hohendorf 4. Krummin 5. Lassan, stad 6. Lütow 7. Sauzin 8. Wolgast, stad * 9. Zemitz - 2. Amt Anklam-Land 1. Bargischow 2. Blesewitz 3. Boldekow 4. Bugewitz 5. Butzow 6. Ducherow 7. Iven 8. Krien 9. Krusenfelde 10. Liepen 11. Medow 12. Neetzow 13. Neu Kosenow 14. Neuendorf A 15. Neuendorf B 16. Neuenkirchen 17. Postlow 18. Putzar 19. Rossin 20. Sarnow 21. Spantekow * 22. Stolpe | - 3. Amt Landhagen 1. Behrenhoff 2. Dargelin 3. Dersekow 4. Diedrichshagen 5. Hinrichshagen 6. Levenhagen 7. Mesekenhagen 8. Neuenkirchen * 9. Wackerow 10. Weitenhagen - 4. Amt Lubmin 1. Brünzow 2. Hanshagen 3. Katzow 4. Kemnitz 5. Kröslin 6. Loissin 7. Lubmin * 8. Neu Boltenhagen 9. Rubenow 10. Wusterhusen - 5. Amt Usedom-Nord 1. Karlshagen 2. Mölschow 3. Peenemünde 4. Trassenheide 5. Zinnowitz * | - 6. Amt Usedom-Süd 1. Benz 2. Dargen 3. Garz 4. Kamminke 5. Korswandt 6. Koserow 7. Loddin 8. Mellenthin 9. Pudagla 10. Rankwitz 11. Stolpe auf Usedom 12. Ückeritz 13. Usedom, stad * 14. Zempin 15. Zirchow - 7. Amt Züssow 1. Bandelin 2. Gribow 3. Groß Kiesow 4. Groß Polzin 5. Gützkow, stad 6. Karlsburg 7. Klein Bünzow 8. Kölzin 9. Lühmannsdorf 10. Murchin 11. Rubkow 12. Schmatzin 13. Wrangelsburg 14. Ziethen 15. Züssow * |

## Bestuurlijke herindelingen
Sinds de oprichting van het district in 1994 hebben er diverse bestuurlijke herindelingen plaatsgevonden. Tot op heden betreft het de volgende wijzigingen.

### Amt
- Fusie van de voormalige amstvrije gemeente Zinnowitz met het Amt An der Peenemündung tot het Amt Usedom-Nord op 1 januari 2005.
- Overgaan van de gemeenten in de Ämter Ahlbeck bis Stettiner Haff, Am Schmollensee en Insel Usedom-Mitte in het Amt Usedom-Süd op 1 januari 2005.
- Overgaan van de gemeenten in de Ämter Gützkow en Ziethen naar het Amt Züssow, met uitzondering van de stad Lassan en de gemeenten Buggenhagen en Pulow uit het Amt Ziethen welke over zijn gegaan naar het Amt Am Peenestrom op 1 januari 2005.
- Overgaan van de tot dan amstvrije stad Wolgast naar het Amt Am Peenestrom op 1 januari 2005.
- Overgaan van de gemeente Kröslin uit het Amt Am Peenestrom naar het Amt Lubmin op 1 januari 2005.
- Fusie van de Ämter Ducherow, Krien en Spantekow tot het Amt Anklam-Land op 1 januari 2005.

### Gemeente
- Annexatie van de gemeente Zinzow door Boldekow op 1 januari 1999.
- Annexatie van de gemeente Steinmocker door Neetzow op 13 juni 1999.
- Annexatie van de gemeente Groß Petershagen door Wackerow op 13 juni 1999.
- Annexatie van de gemeente Neppermin door Benz op 22 mei 2004.
- Annexatie van de gemeente Breechen door Gützkow op 13 juni 2004.
- Annexatie van de gemeente Schwerinsburg door Löwitz (op 13 juni 2004.
- Annexatie van de gemeente Nerdin door Medow op 13 juni 2004.
- Annexatie van de gemeente Kammin door Behrenhoff op 1 januari 2005.
- Annexatie van de gemeente Groß Ernsthof door Rubenow op 1 januari 2005.
- Annexatie van de gemeente Ranzin door Züssow op 1 januari 2005.
- Samenvoeging van de gemeenten Ahlbeck, Bansin en de amtsvrije gemeente Heringsdorf tot de amtsvrije gemeente Dreikaiserbäder op 1 januari 2005.
- Samenvoeging van de gemeenten Morgenitz und Mellenthin tot de gemeente Mellenthin op 1 januari 2005.
- Annexatie van de gemeente Pulow door Lassan op 7 juni 2009.
- Annexatie van de gemeenten Löwitz en Rathebur door Ducherow op 7 juni 2009.
- Annexatie van de gemeenten Drewelow en Japenzin door Spantekow op 7 juni 2009.
- Annexatie van de gemeente Pelsin door Anklam op 1 januari 2010.
- Annexatie van de gemeente Lüssow door Gützkow op 1 januari 2010.
- Annexatie van de gemeente Wietstock door Altwigshagen in het district Uecker-Randow op 1 januari 2011.

Bad Doberan · Demmin · Greifswald · Güstrow · Ludwigslust · Mecklenburg-Strelitz · Müritz · Neubrandenburg · Nordvorpommern · Nordwestmecklenburg · Ostvorpommern · Parchim · Rostock · Rügen · Schwerin · Stralsund · Uecker-Randow · Wismar